# Tárom megye

Zandzsán tartomány megyéinek elhelyezkedése

Tárom megye (perzsául: شهرستان طارم ) Irán Zandzsán tartományának északkeleti megyéje az ország északnyugati részén. Északon Kelet-Azerbajdzsán és Ardabil, északkeleten Gilán, keleten Kazvin, délen Szoltánije városa, nyugaton Zandzsán városa határolja. Székhelye Ab Bar városa. Második legnagyobb városa Chavarzaq. Területe 2 235 km², lakossága 43 964 fő.
A 49 500 km² vízgyűjtő területtel rendelkező Gilvan-folyó vezeti el a környező hegyek felszíni vizeit. A 30 méter magasból alábukó Hashtarkhan Tarom-vízesés Lar falu közelében található a Tárom-hegységben A hegység legmagasabb csúcsai elérhetik a 2800 méteres magasságot is. A megyében a legmelegebb pont a Ghezel Ozan-völgyben található, amely mintegy 300 méteres tengerszint feletti magasságban fekszik. tárom városa adja a megye lakosságának mintegy 5 százalékát. A megye átlagos tengerszint feletti magassága 400 méter.
Az éghajlat szubtrópusi, az éves átlagos csapadékmennyiség 200 mm, ami főleg a téli hónapokban hullik le.
A megye legfontosabb gazdasági ága a mezőgazdaság. Főleg olajbogyót termesztenek, mely az ország olajbogyó termésének a 27 százalékát adja. Ezen kívül még gránátalmát, rizst, fokhagymát, paradicsomot, zellert, sárgadinnyét, görögdinnyét, fügét, szőlőt, mogyorót, diót, cseresznyét, sárgabarackot, őszibarackot, nektarint és burgonyát termesztenek.
Tárom megye közigazgatási egységeit 8 település adja: Ab Bar (آب‌بر), Chavarzaq (چورزق) és további 5 település.

## Fordítás
- Ez a szócikk részben vagy egészben  a   Tarom County című angol Wikipédia-szócikk ezen változatának fordításán alapul.  Az eredeti cikk szerkesztőit annak laptörténete sorolja fel. Ez a jelzés csupán a megfogalmazás eredetét és a szerzői jogokat jelzi, nem szolgál a cikkben szereplő információk forrásmegjelöléseként.
- Ez a szócikk részben vagy egészben  a(z)   شهرستان طارم című perzsa Wikipédia-szócikk ezen változatának fordításán alapul.  Az eredeti cikk szerkesztőit annak laptörténete sorolja fel. Ez a jelzés csupán a megfogalmazás eredetét és a szerzői jogokat jelzi, nem szolgál a cikkben szereplő információk forrásmegjelöléseként.